# 음력 9월 25일
양력11월 17일은 음력 9월의 25번째 날이다.

## 문화
- 1251년 - 팔만대장경 완성.
- 1776년 - 규장각 설치.
- 2001년 - 서울월드컵경기장 개장.
- 2010년 - 경부고속철도 2단계 구간 개통.
- 2014년 - 2014년 장애인 아시안 게임이  대한민국 인천광역시 인천아시아드주경기장에서 개막.

## 탄생
- 1851년 - 조선 고종비 명성황후.

## 같이 보기
- 음력 360일: 1월 2월 3월 4월 5월 6월 7월 8월 9월 10월 11월 12월
- 전날:9월 24일 다음날:9월 26일 - 전달:8월 25일 다음달:10월 25일
- 양력:9월 25일
- 음력, 윤달